# Палата аустроугарске банке
Палата аустроугарске банке се налази у Суботици, на углу улице Димитрија Туцовића и Трга синагоге.
Грађевина је подигнута 1901. године према пројекту Ференца Рајхла, у духу сецесије. Утицај сецесије на овој згради се може видети у мноштву декоративних елемената као што су женска лица, главе Меркура, цветови сунцокрета, кошница, кључ и квака у облику сфинге – који су симболично преносили поруке о богатству, сигурности и тајности улога.